# Campionati mondiali di tiro a volo 1985
I campionati mondiali di tiro 1985 furono la ventunesima edizione dei campionati mondiali di questo sport e si disputarono a Montecatini Terme.

## Risultati

### Uomini

#### Fossa olimpica
| Evento      | Oro                                                      | Oro       | Argento                                                         | Argento   | Bronzo                                                          | Bronzo    |
| Evento      | Atleta                                                   | Risultato | Atleta                                                          | Risultato | Atleta                                                          | Risultato |
| Individuale | Miroslav Bednařík                                        | 197       | Daniele Cioni                                                   | 196       | Alexandr Lavrinenko                                             | 194       |
| A squadre   | Italia Silvano Basagni Daniele Cioni Luciano Giovannetti | 434       | Unione Sovietica Alexandr Asanov Alexandr Lavrinenko Jambulatov | 428       | Cecoslovacchia Miroslav Bednařík Josef Machan Jindrich Paroubek | 428       |

#### Skeet
| Evento      | Oro                                                   | Oro       | Argento                                                  | Argento   | Bronzo                                                             | Bronzo    |
| Evento      | Atleta                                                | Risultato | Atleta                                                   | Risultato | Atleta                                                             | Risultato |
| Individuale | Bernhard Hochwald                                     | 196       | Sin Nam-Ho                                               | 195       | Björn Thorwaldson                                                  | 195       |
| A squadre   | Stati Uniti Dean Clark Joseph Dickson Michael Schmidt | 433       | Italia Andrea Benelli Celso Giardini Luca Scribani Rossi | 433       | Cecoslovacchia Lubos Adamec Bronislav Bechynsky Stanislav Klofonda | 432       |

### Donne

#### Fossa olimpica
| Evento      | Oro                          | Oro       | Argento                                               | Argento   | Bronzo                              | Bronzo    |
| Evento      | Atleta                       | Risultato | Atleta                                                | Risultato | Atleta                              | Risultato |
| Individuale | Li Li                        | 188       | Elena Shishirina                                      | 182       | Frances Strodtman                   | 176       |
| A squadre   | Cina Gao E. Li Li Wang Yujin | 383       | Italia Paola Tattini Pia Baldisserri Wanda Gentiletti | 377       | Canada Susan Nattrass Mogarvey Salt | 366       |

#### Skeet
| Evento      | Oro                               | Oro       | Argento                                          | Argento   | Bronzo                                               | Bronzo    |
| Evento      | Atleta                            | Risultato | Atleta                                           | Risultato | Atleta                                               | Risultato |
| Individuale | Terry Carlisle                    | 190       | Liu Ling                                         | 185       | Shao Weiping                                         | 184       |
| A squadre   | Cina Liu Ling Wu Jie Shao Weiping | 412       | Stati Uniti Terry Carlisle Ellen Dryke Eva Funes | 405       | Italia R. Bernardini Sonia Garagnani Bianca Hansberg | 386       |

## Medagliere
Nazione ospitante
| Posiz. | Nazione          | Oro | Argento | Bronzo | Totale |
| ------ | ---------------- | --- | ------- | ------ | ------ |
| 1      | Cina             | 3   | 1       | 1      | 5      |
| 2      | Stati Uniti      | 2   | 1       | 1      | 4      |
| 3      | Italia           | 1   | 3       | 1      | 5      |
| 4      | Cecoslovacchia   | 1   | 0       | 2      | 3      |
| 5      | Germania Est     | 1   | 0       | 0      | 1      |
| 6      | Unione Sovietica | 0   | 2       | 1      | 3      |
| 7      | Corea del Nord   | 0   | 1       | 0      | 1      |
| 8      | Canada           | 0   | 0       | 1      | 1      |
| 8      | Svezia           | 0   | 0       | 1      | 1      |